# Anna Nowakowska
Anna Nowakowska (née Świętońska le 25 mai 1980 à Stargard Szczeciński) est une ancienne joueuse de volley-ball polonaise. Elle mesure 1,70 m et jouait au poste de passeuse. 

## Clubs
| Club                    | De        | À         |
| ----------------------- | --------- | --------- |
| PSPS Chemik Police      | 1994-1995 | 1997-1998 |
| AZS Opole               | 1998-1999 | 1998-1999 |
| Gwardia Wrocław         | 1999-2000 | 2003-2004 |
| Dresdner SC             | 2004-2005 | 2008-2009 |
| Budowlani Łódź          | 2009-2010 | 2009-2010 |
| Smart Allianz Stuttgart | 2010-2011 | 2011-2012 |

## Palmarès
- Coupe de Pologne[1]
  - Vainqueur : 2010.
  - Finaliste : 2003, 2004.
- Championnat d'Allemagne[1]
  - Vainqueur : 2007.
  - Finaliste : 2008.
- Coupe d'Allemagne[1]
  - Vainqueur :2011